# Georg von Rode

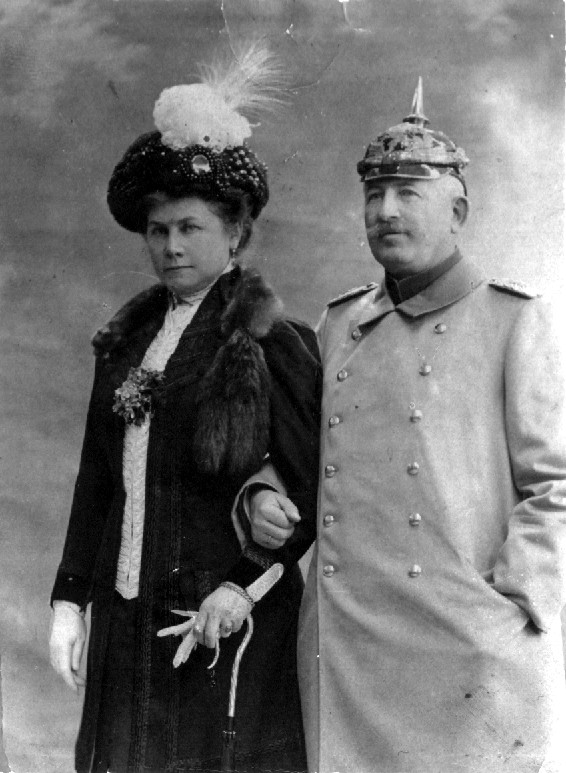
Von Rode mit seiner zweiten Ehefrau Anna

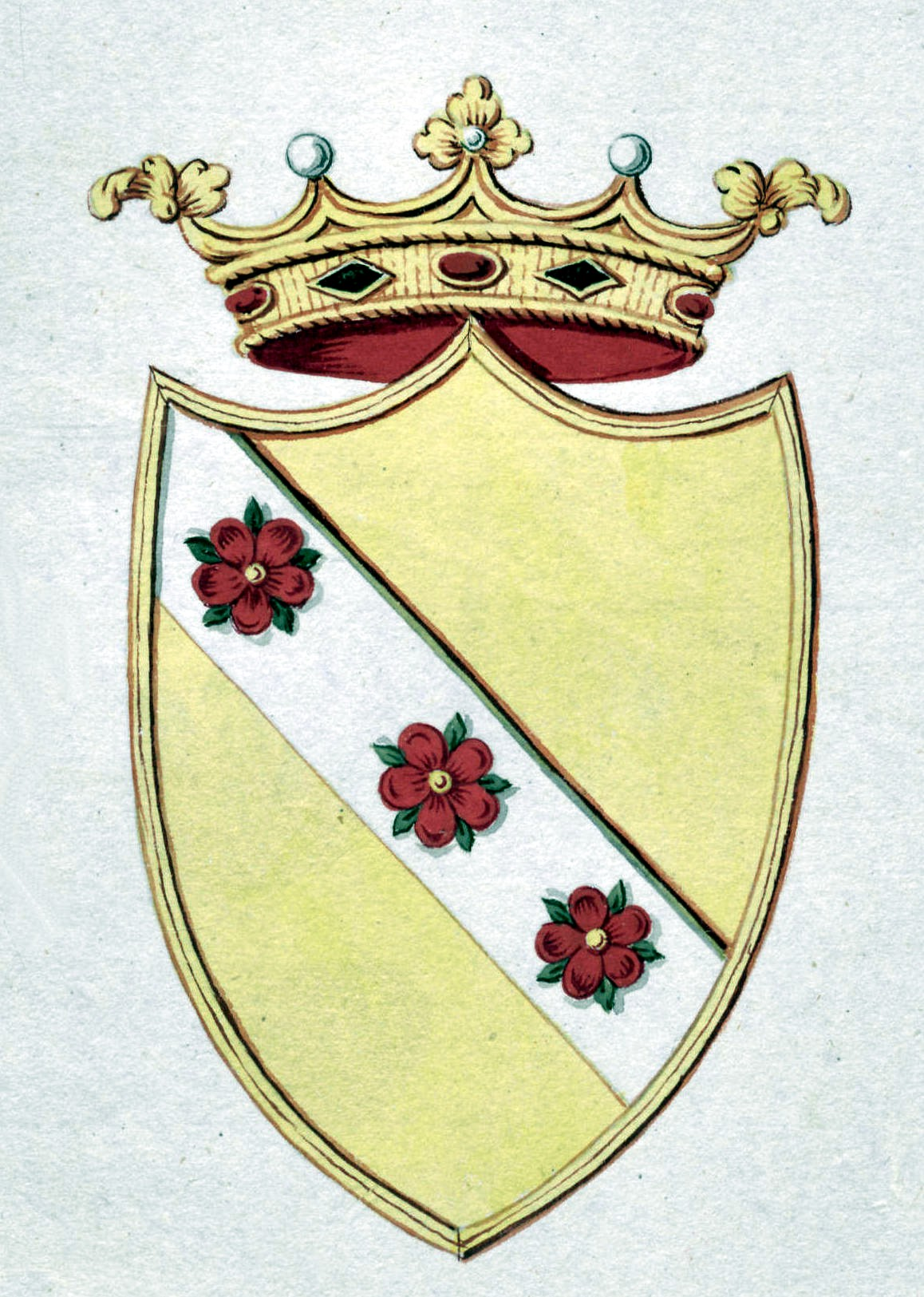
Wappen der Familie Rode (1803)

Theodor Richard Georg von Rode (* 21. September 1857, Rittergut Fuchshöfen in Ostpreußen; † 6. Mai 1927 in Darmstadt) war ein preußischer Generalmajor.

## Leben

### Herkunft
Georg war der Sohn von Theodor Roderich von Rode (1827–1905?), Rittergutsbesitzer auf Wolfshöven, Sekondeleutnant a. D. im 5. Kürassier-Regiment und später Polizeioffizier in Berlin. Seine Mutter Anna (1831–1901) war eine geborene von der Osten genannt Sacken.

### Militärlaufbahn
Im Jahr 1876 trat Rode als Avantageur in das Großherzogliche Mecklenburgische Grenadier-Regiment Nr. 89 der Preußischen Armee ein und wurde 1878 Sekondeleutnant, 1893 Hauptmann und Kompaniechef im Infanterie-Regiment „von Manstein“ (Schleswigsches) Nr. 84 in Schleswig. Im April kam er in gleicher Eigenschaft zum Infanterie-Leib-Regiment „Großherzogin“ (3. Großherzoglich Hessisches) Nr. 117. Am 27. Januar 1904 rückte er zum Major auf, wurde im April 1906 Kommandeur des III. Bataillon und avancierte im Februar 1911 zum Oberstleutnant. Im September 1911 trat er zum Stab des Füsilier-Regiments „General-Feldmarschall Graf Moltke“ (Schlesisches) Nr. 38 über und war vom 18. August 1913 bis zum 1. August 1914 als Oberst Kommandeur des Schleswig-Holsteinischen Infanterie-Regiments Nr. 163.
Bei Ausbruch des Ersten Weltkrieges ernannte man ihn zum Kommandanten der Insel Sylt, der sogenannten „Inselwache“. 1915 verlegte das Ehepaar seinen Wohnsitz aus Neumünster. Am 26. Januar 1915 übernahm Rode den Befehl über das Oldenburgische Infanterie-Regiment Nr. 91 an der Westfront, am 25. Februar desselben Jahres wurde er Kommandeur der 76. Infanterie-Brigade (im Osten), im Mai Kommandeur der 185. Brigade (im Westen) und im November 1915 Kommandeur der 1. Reserve-Infanterie-Brigade (im Osten). Am 5. Oktober 1916 wurde er zum Generalmajor befördert.
Am 16. Oktober 1917 wurde er zu den Offizieren von der Armee versetzt und anschließend im November, war er bis zum 5. Februar 1918, Kommandeur der stellvertretenden 34. Infanterie-Brigade. Zum 6. Februar 1918 wurde er unter vorläufiger Belassung in seiner damaligen Stellung unter Verleihung des Roten Adlerordens II. Klasse mit Schwertern zur Disposition gestellt. Ab März 1918 war er Inspekteur des Feldrekrutendepots der 7. Armee (im Westen) und von Juli bis Dezember 1918 Kommandeur der stellvertretenden 31. Infanterie-Brigade.

### Familie

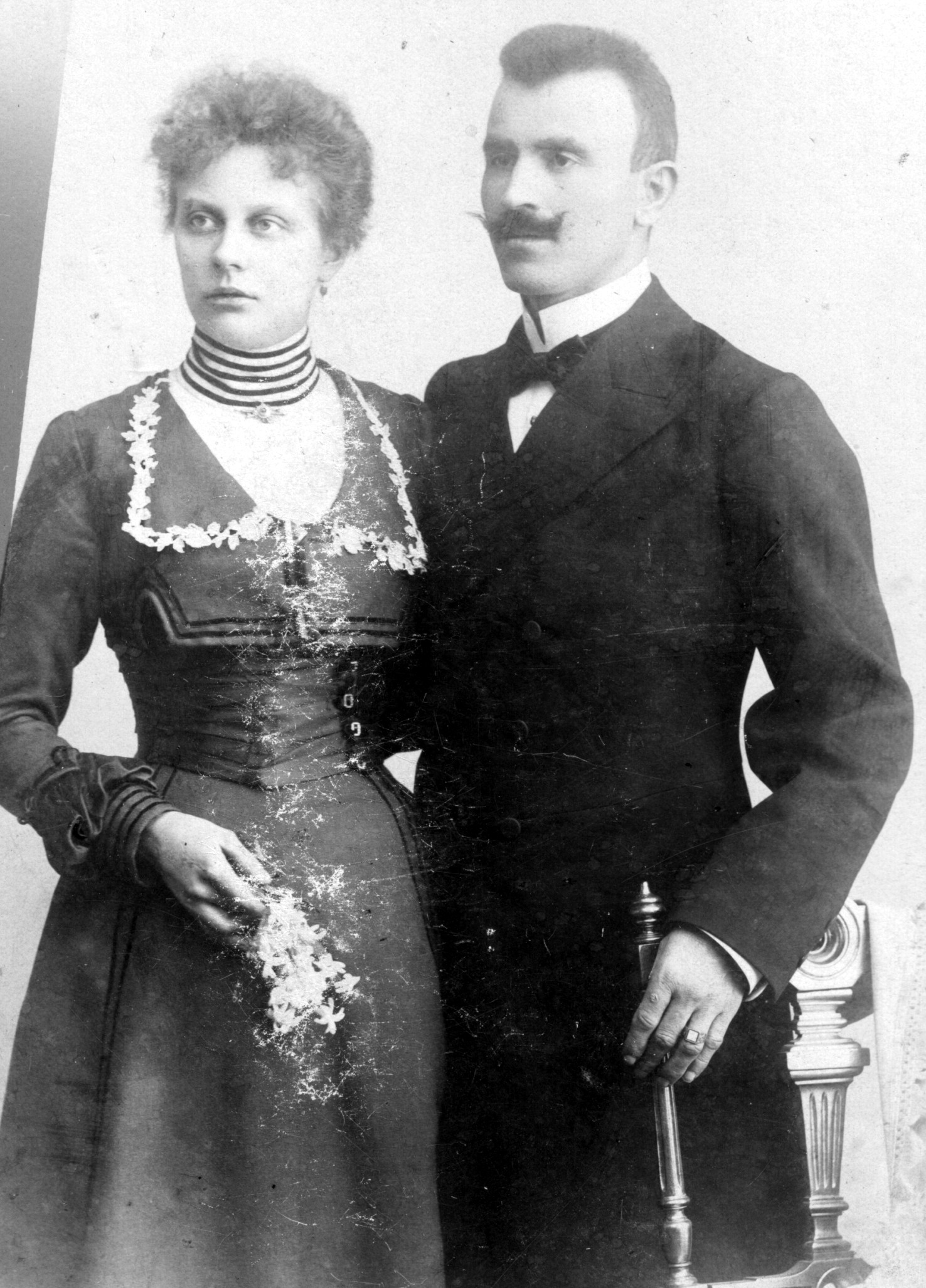
Rode mit erster Ehefrau Helene

In erster Ehe hatte sich Rode am 1. Mai 1883 in Schwerin mit Helene Holtz (1863–1902) verheiratet. Dann zogen sie nach Neustrelitz, anschließend nach Schleswig und schließlich nach Mainz. Helene starb dort im Alter von nur knapp 40 Jahren an Tuberkulose, Kuraufenthalte in Davos hatten ihr nicht entscheidend geholfen. Aus dieser ersten Ehe stammen drei Kinder. Der älteste Sohn Curt (Kurt) von Rode (* 1886), Oberleutnant im Leibgarde-Infanterie-Regiment (1. Großherzoglich Hessisches) Nr. 115, fiel am 21./22. August 1914 in der Schlacht bei Maissin. Eine Tochter starb im Kindesalter. Die Tochter Elisabeth Maria Erna (1887–1956) war die zuletzt verstorbene Namensträgerin derer „von Rode“. Sie war mit dem Oberregierungsrat Albert Lehr verheiratet, mit ihm hatte sie zwei Söhne.
Sieben Jahre nach dem Tod von Helene heiratete Rode 1909 seine Schwägerin Anna Krausgrill (1859–1931), verwitwete von Rode.
In seiner Freizeit war Rode ein passionierter Jäger. Seinen Lebensabend verbrachte er in Darmstadt. Der Familienname „von Rode“ ist mit seinem Tod am 6. Mai 1927 erloschen. 
Hermann Lehr, ein Enkel Georgs von Rode, schrieb in seinen Erinnerungen über seinen Großvater: „1927 ist er gestorben und zu seiner Beerdigung kam auch der Reichspräsident von Hindenburg, eine der wenigen Erinnerungen, die ich aus der Kindheit noch gut im Gedächtnis habe“.

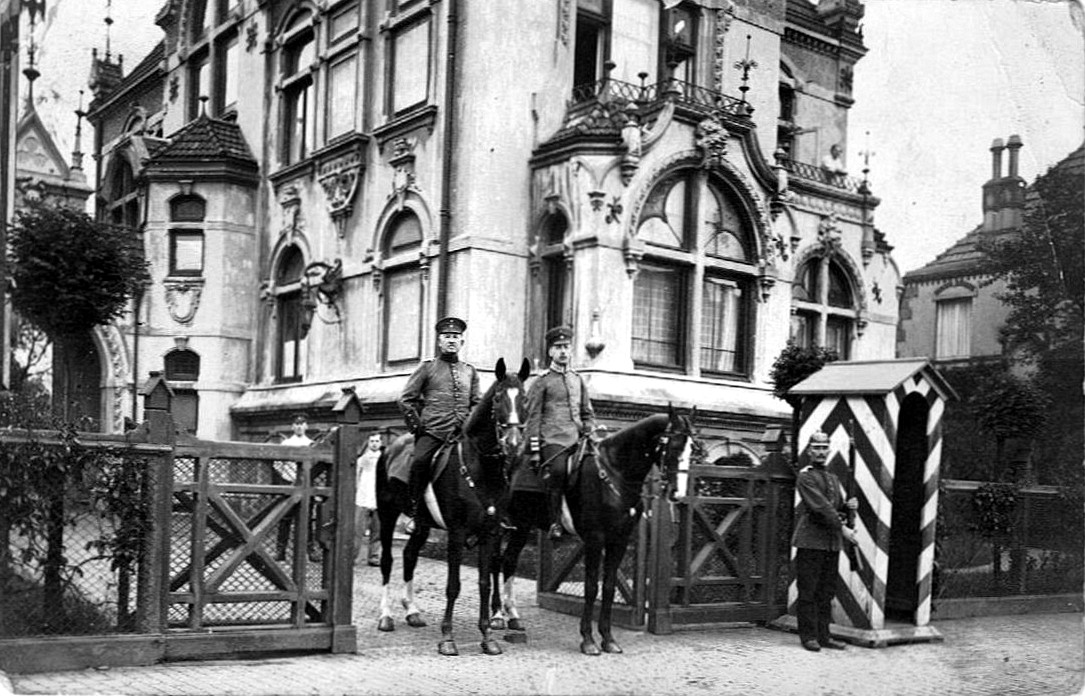
Berittene 163er-Offiziere vor der Rode'schen Kommandeur-Villa in Neumünster